# Milos Kerkez
Milos Kerkez (Servisch: Милош Керкез) (Vrbas, 7 november 2003) is een Hongaars-Servisch voetballer die doorgaans speelt als linksback. In juni 2025 verruilde hij Bournemouth voor Liverpool. Kerkez maakte in 2022 zijn debuut in het Hongaars voetbalelftal.

## Clubcarrière
Kerkez speelde in de jeugd van Hajduk Kula en werd in 2014 overgenomen door Rapid Wien. Hier speelde hij vijf jaar in de jeugd, voordat hij naar Hongarije vertrok, eerst naar Hódmezővásárhely en later naar Győri ETO. Bij die laatste club maakte hij zijn professionele debuut, op 23 augustus 2020. Op bezoek bij Dorogi werd in de Nemzeti Bajnokság met 2–0 verloren. Kerkez mocht in de basis beginnen maar werd tien minuten na rust weer gewisseld. In februari 2021 werd de linksback voor circa tweehonderdduizend euro gekocht door AC Milan. Daar speelde hij uiteindelijk 26 wedstrijden voor het onder 19-team van AC Milan, maar maakte hij nooit zijn debuut voor de Rossoneri. Een jaar later vertrok hij weer.
Voor een bedrag van circa twee miljoen euro werd hij aangetrokken door AZ, waar hij zijn handtekening zette onder een verbintenis voor de duur van vierenhalf jaar. Hij speelde in zijn eerste halfjaar mee bij Jong AZ, maar werd na het vertrek van Owen Wijndal naar Ajax de eerste linksback van AZ. Hij maakte op 21 juli 2022 in de UEFA Europa Conference League-kwalificatiewedstrijd tegen FK Tuzla City zijn debuut voor de hoofdmacht van AZ. Op 14 augustus 2022, een week na zijn Eredivisiedebuut, scoorde hij tegen Sparta Rotterdam (3–2 overwinning) zijn eerste doelpunt voor AZ. Aan het einde van het seizoen 2022/23 verklaarde de vader van Kerkez dat er contact was geweest met meerdere buitenlandse clubs over een overgang van de linksback.
In juli 2023 maakte hij de overstap naar Bournemouth. Bij de Engelse club tekende hij een contract voor vijf seizoenen. Hij debuteerde in de eerste speelronde van de Premier League tegen West Ham United (1–1). Op 3 november 2024 gaf hij twee assists tegen Manchester City, op Antoine Semenyo en Evanilson, waardoor met 2–1 gewonnen werd van de latere kampioen. Tijdens zijn tweede seizoen bij Bournemouth speelde hij in alle achtendertig competitieduels mee en in die optredens wist hij tweemaal te scoren.
Dit bleek ook meteen zijn laatste seizoen voor Bournemouth te zijn. In juni 2025 kwamen Bournemouth en Liverpool een transfer van de linksback overeen. Kerkez vertrok voor circa vijfenveertig miljoen euro naar de regerend landskampioen en tekende voor vijf jaar bij zijn nieuwe club.

## Clubstatistieken
| Seizoen | Club        | Competitie     | Competitie | Competitie | Beker | Beker | Internationaal | Internationaal | Overig | Overig | Totaal | Totaal |
| Seizoen | Club        | Competitie     | Wed.       | Dlp.       | Wed.  | Dlp.  | Wed.           | Dlp.           | Wed.   | Dlp.   | Wed.   | Dlp.   |
| ------- | ----------- | -------------- | ---------- | ---------- | ----- | ----- | -------------- | -------------- | ------ | ------ | ------ | ------ |
| 2020/21 | Győri ETO   | OTP Bank Liga  | 16         | 0          | 0     | 0     | —              | —              | —      | —      | 16     | 0      |
| 2020/21 | AC Milan    | Serie A        | 0          | 0          | 0     | 0     | 0              | 0              | —      | —      | 0      | 0      |
| 2021/22 | AC Milan    | Serie A        | 0          | 0          | 0     | 0     | 0              | 0              | —      | —      | 0      | 0      |
| 2021/22 | Jong AZ     | Eerste divisie | 9          | 0          | —     | —     | —              | —              | —      | —      | 9      | 0      |
| 2021/22 | AZ          | Eredivisie     | 0          | 0          | 1     | 0     | 0              | 0              | 4      | 0      | 5      | 0      |
| 2022/23 | AZ          | Eredivisie     | 33         | 3          | 2     | 0     | 17             | 2              | —      | —      | 52     | 5      |
| 2023/24 | Bournemouth | Premier League | 28         | 0          | 5     | 0     | —              | —              | —      | —      | 33     | 0      |
| 2024/25 | Bournemouth | Premier League | 38         | 2          | 3     | 0     | —              | —              | —      | —      | 41     | 2      |
| 2025/26 | Liverpool   | Premier League | 0          | 0          | 0     | 0     | 0              | 0              | —      | —      | 0      | 0      |
| Totaal  | Totaal      | Totaal         | 124        | 5          | 11    | 0     | 17             | 2              | 4      | 0      | 156    | 7      |

Bijgewerkt op 14 juli 2025.

## Interlandcarrière
Kerkez maakte zijn debuut in het Hongaars voetbalelftal op 23 september 2022, toen met 0–1 gewonnen werd van Duitsland in het kader van de UEFA Nations League. Ádám Szalai was verantwoordelijk voor het enige doelpunt van de wedstrijd. Kerkez mocht van bondscoach Marco Rossi in de basisopstelling beginnen en hij speelde het gehele duel mee.
Kerkez werd in mei 2024 door Rossi opgenomen in de selectie van Hongarije voor het EK 2024 in Duitsland. Hongarije werd in de groepsfase uitgeschakeld na nederlagen tegen Zwitserland (1–3) en Duitsland (2–0) en een overwinning op Schotland (0–1). Kerkez kwam op het EK in alle duels in actie. Zijn toenmalige clubgenoten Ryan Christie (Schotland) en Illja Zabarnyj (Oekraïne) waren ook actief op het toernooi.
| Interlands van Milos Kerkez voor Hongarije | Interlands van Milos Kerkez voor Hongarije | Interlands van Milos Kerkez voor Hongarije | Interlands van Milos Kerkez voor Hongarije | Interlands van Milos Kerkez voor Hongarije | Interlands van Milos Kerkez voor Hongarije | Interlands van Milos Kerkez voor Hongarije |
| №                                          | Datum                                      | Wedstrijd                                  | Uitslag                                    | Competitie                                 | Goals                                      |                                            |
| Als speler bij AZ                          | Als speler bij AZ                          | Als speler bij AZ                          | Als speler bij AZ                          | Als speler bij AZ                          | Als speler bij AZ                          | Als speler bij AZ                          |
| ------------------------------------------ | ------------------------------------------ | ------------------------------------------ | ------------------------------------------ | ------------------------------------------ | ------------------------------------------ | ------------------------------------------ |
| 1                                          | 23 september 2022                          | Duitsland – Hongarije                      | 0 – 1                                      | Nations League 2022/23                     |                                            |                                            |
| 2                                          | 26 september 2022                          | Hongarije – Italië                         | 0 – 2                                      | Nations League 2022/23                     |                                            |                                            |
| 3                                          | 17 november 2022                           | Luxemburg – Hongarije                      | 2 – 2                                      | Vriendschappelijk                          |                                            |                                            |
| 4                                          | 20 november 2022                           | Hongarije – Griekenland                    | 2 – 1                                      | Vriendschappelijk                          |                                            |                                            |
| 5                                          | 23 maart 2023                              | Hongarije – Estland                        | 1 – 0                                      | Vriendschappelijk                          |                                            |                                            |
| 6                                          | 27 maart 2023                              | Hongarije – Bulgarije                      | 3 – 0                                      | EK 2024 kwalificatie                       |                                            |                                            |
| 7                                          | 17 juni 2023                               | Montenegro – Hongarije                     | 0 – 0                                      | EK 2024 kwalificatie                       |                                            |                                            |
| 8                                          | 20 juni 2023                               | Hongarije – Litouwen                       | 2 – 0                                      | EK 2024 kwalificatie                       |                                            |                                            |
| Als speler bij Bournemouth                 |                                            |                                            |                                            |                                            |                                            |                                            |
| 9                                          | 7 september 2023                           | Servië – Hongarije                         | 1 – 2                                      | EK 2024 kwalificatie                       |                                            |                                            |
| 10                                         | 10 september 2023                          | Hongarije – Tsjechië                       | 1 – 1                                      | Vriendschappelijk                          |                                            |                                            |
| 11                                         | 14 oktober 2023                            | Hongarije – Servië                         | 2 – 1                                      | EK 2024 kwalificatie                       |                                            |                                            |
| 12                                         | 17 oktober 2023                            | Litouwen – Hongarije                       | 2 – 2                                      | EK 2024 kwalificatie                       |                                            |                                            |
| 13                                         | 16 november 2023                           | Bulgarije – Hongarije                      | 2 – 2                                      | EK 2024 kwalificatie                       |                                            |                                            |
| 14                                         | 22 maart 2024                              | Hongarije – Turkije                        | 1 – 0                                      | Vriendschappelijk                          |                                            |                                            |
| 15                                         | 4 juni 2024                                | Ierland – Hongarije                        | 2 – 1                                      | Vriendschappelijk                          |                                            |                                            |
| 16                                         | 8 juni 2024                                | Hongarije – Israël                         | 3 – 0                                      | Vriendschappelijk                          |                                            |                                            |
| 17                                         | 15 juni 2024                               | Hongarije – Zwitserland                    | 1 – 3                                      | EK 2024                                    |                                            |                                            |
| 18                                         | 19 juni 2024                               | Duitsland – Hongarije                      | 2 – 0                                      | EK 2024                                    |                                            |                                            |
| 19                                         | 23 juni 2024                               | Schotland – Hongarije                      | 0 – 1                                      | EK 2024                                    |                                            |                                            |
| 20                                         | 7 september 2024                           | Duitsland – Hongarije                      | 5 – 0                                      | Nations League 2024/25                     |                                            |                                            |
| 21                                         | 10 september 2024                          | Hongarije – Bosnië en Herzegovina          | 0 – 0                                      | Nations League 2024/25                     |                                            |                                            |
| 22                                         | 20 maart 2025                              | Turkije – Hongarije                        | 3 – 1                                      | Nations League 2024/25                     |                                            |                                            |
| 23                                         | 23 maart 2025                              | Hongarije – Turkije                        | 0 – 3                                      | Nations League 2024/25                     |                                            |                                            |

Bijgewerkt op 14 juli 2025.